# Oswaldo Payá
Oswaldo Payá Sardiñas, född 29 februari 1952 i Havanna i Kuba, död 22 juli 2012 nära Bayamo i Granma i Kuba, var en kubansk antikommunistisk politisk dissident och oppositionsledare. Han var grundare av Kristna frihetsrörelsen (spanska: Movimiento Cristiano Liberacíon) (1988), samt initiativtagare till Varelaprojektet i syfte att uppnå yttrande- och föreningsfrihet på Kuba, och avkriminalisera politisk opposition mot enväldiga Kubas kommunistiska parti. Payá, som var öppen och aktiv romersk-katolik, fängslades redan på 1960-talet och skickades till arbetsläger i svallvågorna efter den kubanska revolutionen.
Oswaldo Payá mottog Sacharovpriset 2002 för Varelaprojektet. Han omtalades flera gånger som möjlig Nobelpristagare och nominerades 2003 till Nobels fredspris av Tjeckiens president Vaclav Havel.
Payá dog 22 juli 2012 i en bilolycka under kontroversiella omständigheter. Den kubanska regeringen menade att föraren förlorat kontrollen och kolliderat med ett träd, medan Payás barn hävdade att bilen kraschat genom yttre påverkan.

## Död
Payá omkom, liksom ordföranden i MCL:s ungdomsförbund Harold Cepero, i en bilolycka den 22 juli 2012 nära Bayamo, Kuba. KDU:s ordförande Aron Modig, som befann sig i samma bil, skadades lindrigt i kraschen. Bilen kördes av den spanske ungdomspolitikern Angel Carromero från Partido Popular. Den 30 juli höll kubanska myndigheter en presskonferens där Modig och Carromero sade att olyckan inte var ett attentat. Modig släpptes därefter, men Carromero dömdes till fyra års fängelse för dråp. Modig kommenterade att Carromero inte körde vårdslöst, och att inga anhöriga till Payá eller Cepero har anklagat Carromero. Regimkritikern Elizardo Sanchez ansåg att det troligen handlade om en olycka beroende på att föraren körde för fort. Payás familj var däremot säkra på att Raúl Castros regim låg bakom kraschen och att Payás bil förföljts av en lastbil som slutligen tvingat in dem i ett skogsparti.